# Gran Premio motociclistico d'Aragona 2014
Il Gran Premio motociclistico d'Aragona 2014 è stato la quattordicesima prova del motomondiale del 2014.
Le gare si sono disputate il 28 settembre 2014 presso la Ciudad del Motor de Aragón di Alcañiz. Nelle tre classi i vincitori sono stati: Jorge Lorenzo in MotoGP, Maverick Viñales in Moto2 e Romano Fenati in Moto3.

## MotoGP
Vittoria in questa classe per Jorge Lorenzo, che ottiene così la sua prima vittoria stagionale, cinquantatreesima della sua carriera nel motomondiale. Il pilota spagnolo alla guida della Yamaha YZR-M1, vince cambiando moto quando mancavano sette giri al termine della gara, visto l'arrivo della pioggia. Cade invece a tre giri dalla fine quando si trovava in testa alla corsa, Marc Márquez, il pilota del team Repsol Honda, a differenza del vincitore, decide di non cambiare moto, mantenendo quella con assetto e gomme da asciutto quando l'asfalto era completamente bagnato.
Lo stesso errore viene commesso anche dal compagno di squadra di Márquez, Dani Pedrosa, che, in seconda piazza ed in lotta per la prima posizione con il compagno di squadra, decide anche lui di non effettuare il cambio moto, cadendo il giro precedente a quello in cui cade Márquez. Lorenzo, cambiando moto immediatamente alle prime avvisaglie di pioggia, approfitta delle cadute dei due piloti del team Repsol Honda (che rialzatisi, portano a compimento solo la 13ª posizione Márquez e la 14ª Pedrosa) tagliando per primo il traguardo, con Aleix Espargaró secondo su Forward Yamaha e terza la Ducati Desmosedici di Cal Crutchlow, con quest'ultimo che perde per soli 17 millesimi la volata per la seconda piazza. Primo piazzamento a podio in MotoGP per Aleix Espargaró, che coincide anche con il primo podio per una motocicletta con specifiche Open.
Caduto dopo aver percorso solo tre giri Valentino Rossi, la classifica mondiale vede Márquez confermarsi primo con 292 punti, Pedrosa secondo con 217 punti e Rossi fermo al terzo posto con 214 punti.

### Arrivati al traguardo
| Pos. | Nº | Pilota          | Squadra                   | Motocicletta       | Giri | Tempo           | Griglia | Punti |
| ---- | -- | --------------- | ------------------------- | ------------------ | ---- | --------------- | ------- | ----- |
| 1º   | 99 | Jorge Lorenzo   | Movistar Yamaha           | Yamaha YZR-M1      | 23   | 44min 20s 406ms | 7º      | 25    |
| 2º   | 41 | Aleix Espargaró | NGM Forward Racing        | Forward Yamaha     | 23   | +10.295         | 10º     | 20    |
| 3º   | 35 | Cal Crutchlow   | Ducati Team               | Ducati Desmosedici | 23   | +10.312         | 5º      | 16    |
| 4º   | 6  | Stefan Bradl    | LCR Honda                 | Honda RC213V       | 23   | +11.718         | 8º      | 13    |
| 5º   | 38 | Bradley Smith   | Monster Yamaha Tech 3     | Yamaha YZR-M1      | 23   | +29.483         | 11º     | 11    |
| 6º   | 44 | Pol Espargaró   | Monster Yamaha Tech 3     | Yamaha YZR-M1      | 23   | +29.686         | 4º      | 10    |
| 7º   | 19 | Álvaro Bautista | Go&Fun Honda Gresini      | Honda RC213V       | 23   | +29.763         | 15º     | 9     |
| 8º   | 7  | Hiroshi Aoyama  | Drive M7 Aspar            | Honda RCV1000R     | 23   | +37.841         | 14º     | 8     |
| 9º   | 69 | Nicky Hayden    | Drive M7 Aspar            | Honda RCV1000R     | 23   | +42.957         | 18º     | 7     |
| 10º  | 45 | Scott Redding   | Go&Fun Honda Gresini      | Honda RCV1000R     | 23   | +53.937         | 16º     | 6     |
| 11º  | 9  | Danilo Petrucci | Octo IodaRacing           | ART                | 23   | +59.824         | 20º     | 5     |
| 12º  | 15 | Alex De Angelis | NGM Forward Racing        | Forward Yamaha     | 23   | +1'00.718       | 19º     | 4     |
| 13º  | 93 | Marc Márquez    | Repsol Honda              | Honda RC213V       | 23   | +1'15.227       | 1º      | 3     |
| 14º  | 26 | Dani Pedrosa    | Repsol Honda              | Honda RC213V       | 23   | +1'24.526       | 2º      | 2     |
| 15º  | 68 | Yonny Hernández | Energy T.I. Pramac Racing | Ducati Desmosedici | 23   | +1'38.255       | 13º     | 1     |
| 16º  | 70 | Michael Laverty | Paul Bird Motorsport      | PBM                | 22   | +1 giro         | 21º     |       |
| 17º  | 63 | Mike Di Meglio  | Avintia Racing            | Avintia GP14       | 22   | +1 giro         | 23º     |       |
| 18º  | 23 | Broc Parkes     | Paul Bird Motorsport      | PBM                | 22   | +1 giro         | 22º     |       |
| 19º  | 8  | Héctor Barberá  | Avintia Racing            | Ducati Desmosedici | 22   | +1 giro         | 12º     |       |

### Ritirati
| Nº | Pilota           | Squadra               | Motocicletta       | Giri | Griglia |
| -- | ---------------- | --------------------- | ------------------ | ---- | ------- |
| 4  | Andrea Dovizioso | Ducati Team           | Ducati Desmosedici | 18   | 9º      |
| 46 | Valentino Rossi  | Movistar Yamaha       | Yamaha YZR-M1      | 3    | 6º      |
| 29 | Andrea Iannone   | Pramac Racing         | Ducati Desmosedici | 1    | 3º      |
| 17 | Karel Abraham    | Cardion AB Motoracing | Honda RCV1000R     | 1    | 17º     |

## Moto2
Maverick Viñales con la Kalex Moto2 del team Paginas Amarillas HP 40, dopo la pole position ottenuta nelle qualifiche, vince anche la gara, con Esteve Rabat del team Marc VDS Racing secondo sul traguardo davanti al terzo, Johann Zarco con la Caterham Suter. Per Viñales si tratta della seconda affermazione stagionale in Moto2, quattordicesima della sua carriera nel motomondiale.
La classifica mondiale vede Rabat rafforzare la sua leadership con 278 punti, secondo staccato di 33 punti si trova Mika Kallio (che vede aumentare il suo distacco dal vertice della classifica, giungendo solo settimo in questa gara) e Viñales terzo con 204 punti (74 punti di ritardo da Rabat).
Da segnalare in questa gara il ride through inflitto a Jonas Folger a causa di una falsa partenza, mentre la sola variazione nella lista dei partecipanti rispetto all'ultimo GP riguarda Kenny Noyes, che viene ingaggiato dal Teluru Team JiR Webike al posto dell'infortunato Tetsuta Nagashima.

### Arrivati al traguardo
| Pos. | Nº | Pilota              | Squadra                    | Motocicletta       | Giri | Tempo           | Griglia | Punti |
| ---- | -- | ------------------- | -------------------------- | ------------------ | ---- | --------------- | ------- | ----- |
| 1º   | 40 | Maverick Viñales    | Paginas Amarillas HP 40    | Kalex Moto2        | 21   | 40min 16s 321ms | 1º      | 25    |
| 2º   | 53 | Esteve Rabat        | Marc VDS Racing            | Kalex Moto2        | 21   | +1.285          | 5º      | 20    |
| 3º   | 5  | Johann Zarco        | AirAsia Caterham           | Caterham Suter     | 21   | +4.876          | 2º      | 16    |
| 4º   | 12 | Thomas Lüthi        | Interwetten Sitag          | Suter MMX2         | 21   | +5.033          | 6º      | 13    |
| 5º   | 21 | Franco Morbidelli   | Italtrans Racing           | Kalex Moto2        | 21   | +5.960          | 4º      | 11    |
| 6º   | 77 | Dominique Aegerter  | Technomag carXpert         | Suter MMX2         | 21   | +6.405          | 8º      | 10    |
| 7º   | 36 | Mika Kallio         | Marc VDS Racing            | Kalex Moto2        | 21   | +6.525          | 3º      | 9     |
| 8º   | 81 | Jordi Torres        | Mapfre Aspar               | Suter MMX2         | 21   | +17.313         | 13º     | 8     |
| 9º   | 22 | Sam Lowes           | Speed Up                   | Speed Up SF14      | 21   | +18.148         | 20º     | 7     |
| 10º  | 23 | Marcel Schrötter    | Tech 3                     | Tech 3 Mistral 610 | 21   | +19.693         | 10º     | 6     |
| 11º  | 55 | Hafizh Syahrin      | Petronas Raceline Malaysia | Kalex Moto2        | 21   | +20.948         | 17º     | 5     |
| 12º  | 11 | Sandro Cortese      | Dynavolt Intact GP         | Kalex Moto2        | 21   | +21.110         | 9º      | 4     |
| 13º  | 39 | Luis Salom          | Paginas Amarillas HP 40    | Kalex Moto2        | 21   | +22.665         | 15º     | 3     |
| 14º  | 88 | Ricard Cardús       | Tech 3                     | Tech 3 Mistral 610 | 21   | +24.403         | 19º     | 2     |
| 15º  | 30 | Takaaki Nakagami    | Idemitsu Honda Team Asia   | Kalex Moto2        | 21   | +24.465         | 7º      | 1     |
| 16º  | 60 | Julián Simón        | Italtrans Racing           | Kalex Moto2        | 21   | +27.402         | 11º     |       |
| 17º  | 8  | Gino Rea            | AGT Rea Racing             | Suter MMX2         | 21   | +39.660         | 24º     |       |
| 18º  | 97 | Román Ramos         | QMMF Racing                | Speed Up SF14      | 21   | +39.862         | 29º     |       |
| 19º  | 25 | Azlan Shah          | Idemitsu Honda Team Asia   | Kalex Moto2        | 21   | +40.073         | 32º     |       |
| 20º  | 96 | Louis Rossi         | SAG Team                   | Kalex Moto2        | 21   | +40.185         | 21º     |       |
| 21º  | 54 | Mattia Pasini       | NGM Forward Racing         | Kalex Moto2        | 21   | +40.751         | 16º     |       |
| 22º  | 14 | Ratthapark Wilairot | AirAsia Caterham           | Caterham Suter     | 21   | +41.064         | 27º     |       |
| 23º  | 94 | Jonas Folger        | AGR Team                   | Kalex Moto2        | 21   | +41.258         | 12º     |       |
| 24º  | 84 | Riccardo Russo      | Tasca Racing               | Suter MMX2         | 21   | +42.181         | 30º     |       |
| 25º  | 7  | Lorenzo Baldassarri | Gresini Moto2              | Suter MMX2         | 21   | +42.275         | 25º     |       |
| 26º  | 70 | Robin Mulhauser     | Technomag carXpert         | Suter MMX2         | 21   | +42.410         | 28º     |       |
| 27º  | 4  | Randy Krummenacher  | Octo IodaRacing            | Suter MMX2         | 21   | +44.360         | 31º     |       |
| 28º  | 20 | Florian Marino      | NGM Forward Racing         | Kalex Moto2        | 21   | +47.565         | 26º     |       |
| 29º  | 18 | Nicolás Terol       | Mapfre Aspar               | Suter MMX2         | 21   | +49.743         | 22º     |       |
| 30º  | 10 | Thitipong Warokorn  | APH PTT The Pizza SAG      | Kalex Moto2        | 21   | +1'05.670       | 33º     |       |

### Ritirati
| Nº | Pilota        | Squadra                | Motocicletta  | Giri | Griglia |
| -- | ------------- | ---------------------- | ------------- | ---- | ------- |
| 49 | Axel Pons     | AGR Team               | Kalex Moto2   | 12   | 18º     |
| 9  | Kenny Noyes   | Teluru Team JiR Webike | TSR           | 6    | 34º     |
| 19 | Xavier Siméon | Federal Oil Gresini    | Suter MMX2    | 4    | 14º     |
| 95 | Anthony West  | QMMF Racing            | Speed Up SF14 | 4    | 23º     |

## Moto3
Quarta vittoria stagionale in questa gara per Romano Fenati che, partito con la sua KTM RC 250 GP dalla quinta fila dello schieramento di partenza con il tredicesimo tempo in qualifica, recupera posizioni, tagliando per il primo il traguardo finale. Secondo posto con 57 millesimi di ritardo dal primo per Álex Márquez con la Honda NSF250R, davanti alla Husqvarna FR 250 GP di Danny Kent.
Caduto quando mancavano tre giri alla fine della gara Jack Miller (chiude ultimo la gara, dopo essere ripartito), l'australiano perde la prima posizione in campionato. La classifica generale vede adesso al primo posto Márquez con 206 punti totali, scende secondo Miller che resta fermo a quota 195 punti, mentre al terzo con 188 punti si trova Álex Rins (che totalizza tredici punti in questa gara con il quarto posto).
Per quel che concerne la lista dei partecipanti, Jasper Iwema viene designato dal team CIP a sostituire per le restanti gare della stagione Bryan Schouten.

### Arrivati al traguardo
| Pos. | Nº | Pilota              | Squadra                   | Motocicletta        | Giri | Tempo           | Griglia | Punti |
| ---- | -- | ------------------- | ------------------------- | ------------------- | ---- | --------------- | ------- | ----- |
| 1º   | 5  | Romano Fenati       | SKY Racing Team VR46      | KTM RC 250 GP       | 20   | 40min 52s 209ms | 13º     | 25    |
| 2º   | 12 | Álex Márquez        | Estrella Galicia 0,0      | Honda NSF250R       | 20   | +0.057          | 5º      | 20    |
| 3º   | 52 | Danny Kent          | Red Bull Husqvarna Ajo    | Husqvarna FR 250 GP | 20   | +0.283          | 2º      | 16    |
| 4º   | 42 | Álex Rins           | Estrella Galicia 0,0      | Honda NSF250R       | 20   | +11.631         | 1º      | 13    |
| 5º   | 84 | Jakub Kornfeil      | Calvo Team                | KTM RC 250 GP       | 20   | +18.382         | 12º     | 11    |
| 6º   | 33 | Enea Bastianini     | Junior Team Go&Fun        | KTM RC 250 GP       | 20   | +19.259         | 6º      | 10    |
| 7º   | 44 | Miguel Oliveira     | Mahindra Racing           | Mahindra MGP3O      | 20   | +23.706         | 20º     | 9     |
| 8º   | 41 | Brad Binder         | Ambrogio Racing           | Mahindra MGP3O      | 20   | +24.773         | 15º     | 8     |
| 9º   | 23 | Niccolò Antonelli   | Junior Team Go&Fun        | KTM RC 250 GP       | 20   | +37.023         | 9º      | 7     |
| 10º  | 10 | Alexis Masbou       | Ongetta-Rivacold          | Honda NSF250R       | 20   | +39.044         | 16º     | 6     |
| 11º  | 50 | Hiroki Ono          | Honda Team Asia           | Honda NSF250R       | 20   | +39.584         | 19º     | 5     |
| 12º  | 32 | Isaac Viñales       | Calvo Team                | KTM RC 250 GP       | 20   | +1'02.015       | 7º      | 4     |
| 13º  | 7  | Efrén Vázquez       | SaxoPrint-RTG             | Honda NSF250R       | 20   | +1'02.061       | 10º     | 3     |
| 14º  | 95 | Jules Danilo        | Ambrogio Racing           | Mahindra MGP3O      | 20   | +1'02.238       | 25º     | 2     |
| 15º  | 63 | Zulfahmi Khairuddin | Ongetta-AirAsia           | Honda NSF250R       | 20   | +1'05.268       | 18º     | 1     |
| 16º  | 13 | Jasper Iwema        | CIP                       | Mahindra MGP3O      | 20   | +1'05.282       | 31º     |       |
| 17º  | 57 | Eric Granado        | Calvo Team                | KTM RC 250 GP       | 20   | +1'06.486       | 21º     |       |
| 18º  | 55 | Andrea Locatelli    | San Carlo Team Italia     | Mahindra MGP3O      | 20   | +1'12.074       | 30º     |       |
| 19º  | 38 | Hafiq Azmi          | SIC-AJO                   | KTM RC 250 GP       | 20   | +1'21.830       | 28º     |       |
| 20º  | 91 | Gabriel Rodrigo     | RBA Racing                | KTM RC 250 GP       | 20   | +1'25.126       | 29º     |       |
| 21º  | 4  | Gabriel Ramos       | Kiefer Racing             | Kalex KTM           | 20   | +1'25.242       | 35º     |       |
| 22ª  | 22 | Ana Carrasco        | RW Racing GP              | Kalex KTM           | 20   | +1'35.044       | 32ª     |       |
| 23º  | 98 | Karel Hanika        | Red Bull KTM Ajo          | KTM RC 250 GP       | 20   | +1'37.368       | 17º     |       |
| 24º  | 21 | Francesco Bagnaia   | SKY Racing Team VR46      | KTM RC 250 GP       | 19   | +1 giro         | 22º     |       |
| 25º  | 31 | Niklas Ajo          | Avant Tecno Husqvarna Ajo | Husqvarna FR 250 GP | 19   | +1 giro         | 26º     |       |
| 26º  | 43 | Luca Grünwald       | Kiefer Racing             | Kalex KTM           | 18   | +2 giri         | 33º     |       |
| 27º  | 8  | Jack Miller         | Red Bull KTM Ajo          | KTM RC 250 GP       | 17   | +3 giri         | 4º      |       |

### Ritirati
| Nº | Pilota             | Squadra               | Motocicletta   | Giri | Griglia |
| -- | ------------------ | --------------------- | -------------- | ---- | ------- |
| 17 | John McPhee        | SaxoPrint-RTG         | Honda NSF250R  | 12   | 8º      |
| 16 | Andrea Migno       | Mahindra Racing       | Mahindra MGP3O | 9    | 14º     |
| 65 | Philipp Öttl       | Interwetten Paddock   | Kalex KTM      | 8    | 34º     |
| 99 | Jorge Navarro      | Marc VDS Racing       | Kalex KTM      | 5    | 11º     |
| 19 | Alessandro Tonucci | CIP                   | Mahindra MGP3O | 5    | 23º     |
| 58 | Juanfran Guevara   | Mapfre Aspar          | Kalex KTM      | 3    | 3º      |
| 9  | Scott Deroue       | RW Racing GP          | Kalex KTM      | 2    | 27º     |
| 3  | Matteo Ferrari     | San Carlo Team Italia | Mahindra MGP3O | 0    | 24º     |